# Petronella Boser
Petronella Boser (geborene Hofmann 1910; gestorben 1994) war eine deutsche Mezzosopranistin.

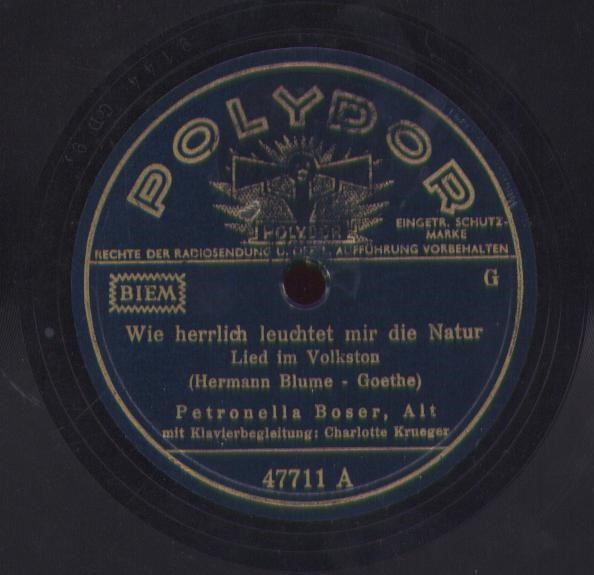
Mailied (Goethe) (1941). Komposition Hermann Blume

## Leben
Über Petronella Boser liegen nur wenige Daten vor. Sie trat ab 1933 in Dresden als Konzertsängerin auf. 1944 stand sie auf der Gottbegnadeten-Liste des Reichspropagandaministeriums im Abschnitt der im Rüstungseinsatz tätigen Künstler. Nach Ende des Zweiten Weltkriegs ist sie am 12. Juli 1945 verzeichnet als Mitwirkende eines Opernkonzertes in der Dresdener Tonhalle.